# Izabela Moszczeńska
Izabela Moszczeńska, född 1864, död 1941, var en polsk rösträttsaktivist. Hon spelade en ledande roll inom rörelsen för rösträtt för kvinnor i sitt land.